# Лава-Крик

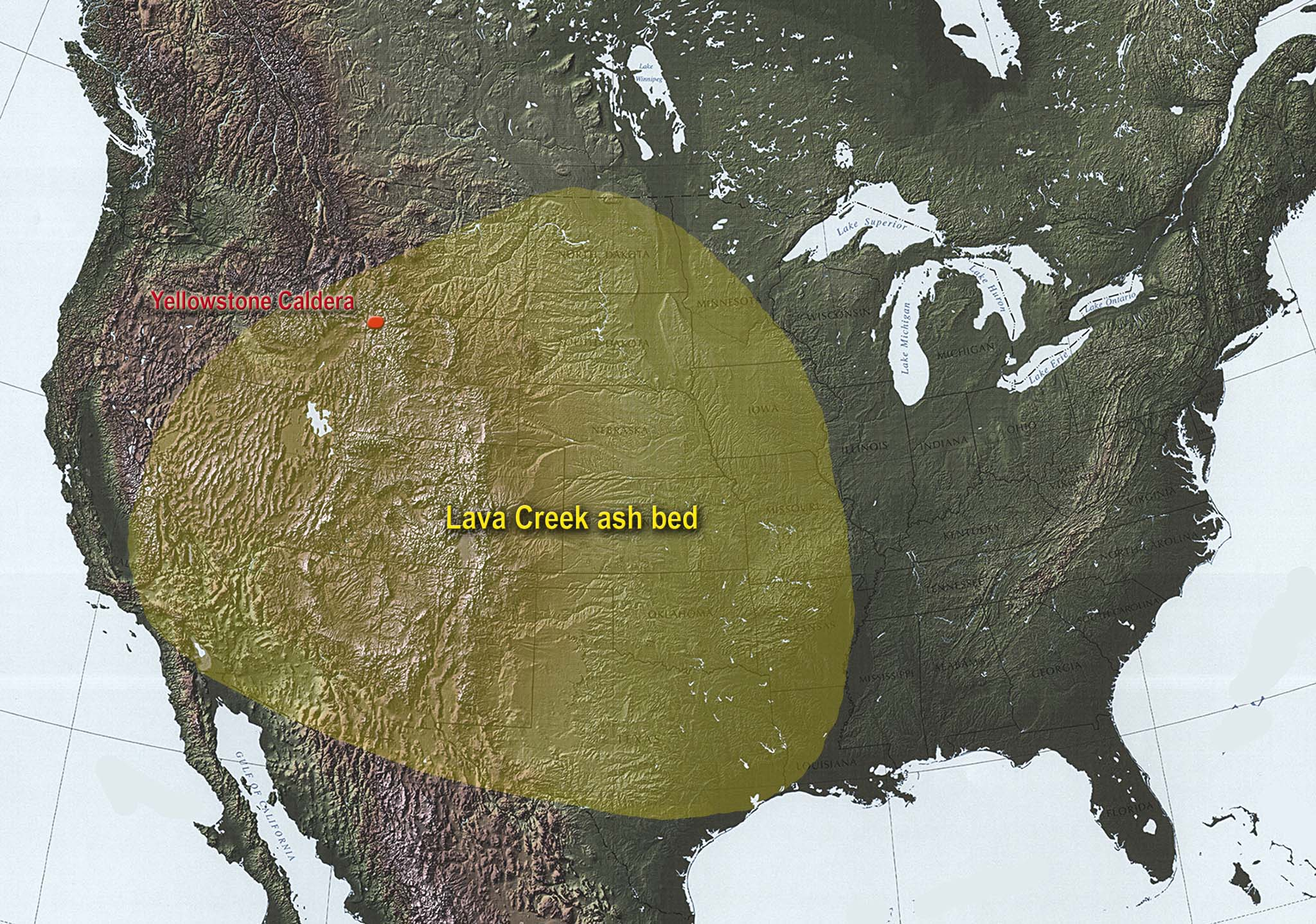
Пепловый слой Лава-Крик

Лава-Крик (англ. Lava Creek Tuff) — туфовая формация, образовавшаяся порядка 630 000 лет назад во время гигантского извержения сформировавшего Йеллоустонскую кальдеру, присутствует на территории штата Вайоминг. Объём изверженного материала достиг порядка 1000 км³, что в тысячу раз больше, чем при извержении вулкана Сент-Хеленс в 1980 году. Вулканический пепел мог выпадать по всей территории Северной Америки, включая, возможно, восточную часть. Тефра от извержения, сформировавшего Лава-Крик, стала одним из ключевых хроностатиграфических маркеров, датирующих среднеплейстоценовые ледниковые и плювиальные отложения.

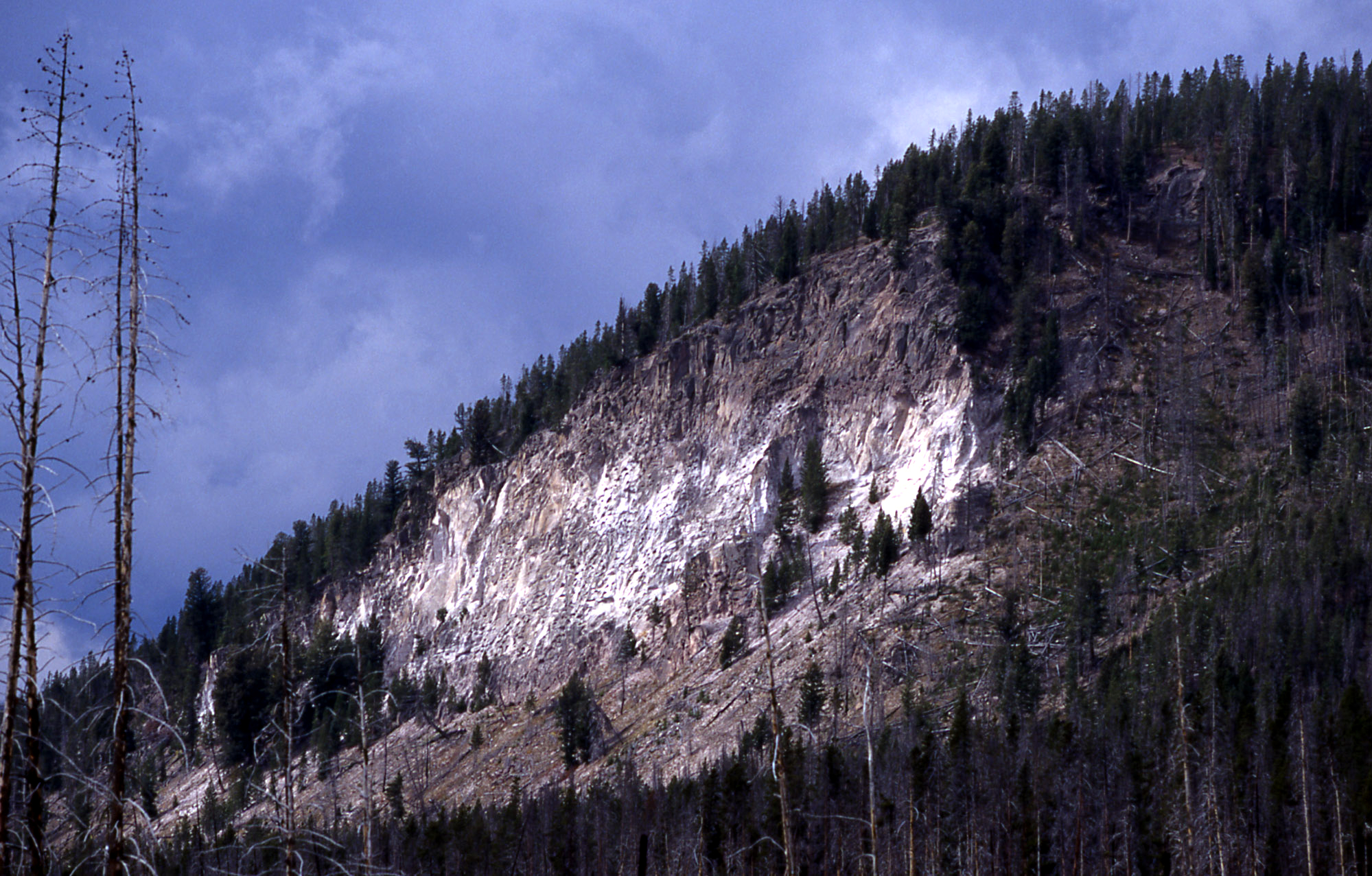
Часть туфовой формации Лава-Крик

Туфовые образования расположены радиально относительно кальдеры и подвергаются воздействию эрозии вдоль реки Гиббон, протекающей в Йеллоустонском национальном парке, к востоку от континентального водораздела. Цвет образований Лава-Крик варьируется в некоторых местах от светло-серого до светло-красного, основную часть породы составляет риолит. Структура туфа варьируется от мелкозернистой до однородной афанитовой. Максимальная толщина туфового слоя составляет приблизительно 180—200 метров. В 1960-е годы учёные смогли отделить туф формации Лава-Крик от туфа Хаклберри-Ридж, и это стало первым признаком того, что история формирования Йеллоустонского супервулкана включала в себя больше одного крупного кальдерообразующего извержения.